# Guilvinec
Guilvinec é uma comuna francesa na região administrativa da Bretanha, no departamento Finisterra. Estende-se por uma área de 2,46 km². Em 2010 a comuna tinha 2 718 habitantes (densidade: 1 104,9 hab./km²).368 hab/km².